# Крампет

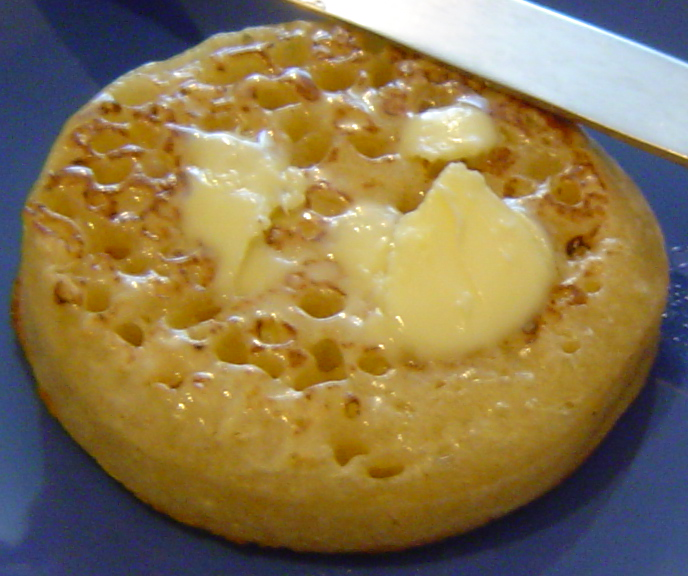
Крампет с маслом

Кра́мпет (англ. crumpet) — круглая оладья из пористого теста. Крампеты распространены преимущественно в Великобритании и среди других наций Содружества. Предположительно появились ещё во времена англосаксов. Крампеты обычно имеют круглую форму около 7 см в диаметре и 2 см толщиной. 
Крампеты едят горячими, иногда намазывая их сверху чем-то сладким или острым. С ними сочетают сыр (обычно плавленый), мёд, яйца-пашот, джем, пасту Marmite или Vegemite, соль, мармелад, арахисовое масло, сырную пасту, светлую патоку, хумус, лимонный крем, кленовый сироп.